# Soft gamma repeater
Een soft gamma repeater is een astronomisch object dat herhaald, met onregelmatige intervallen van meerdere jaren, grote uitbarstingen van röntgenstraling en gammastraling kent. Hoewel deze uitbarstingen aanvankelijk voor gammaflitsen werden aangezien, zijn de twee verschijnselen niet verwant. Op basis van het werk van de Griekse astronome Chryssa Kouveliotou gaat men er tegenwoordig van uit dat soft gamma repeaters magnetars zijn, neutronensterren met een ongebruikelijk sterk magnetisch veld. De energie-uitbarstingen ontstaan dan door aardbeving-achtige gebeurtenissen op het steroppervlak. Omdat magnetars zowel intrinsiek zeldzaam als kortlevend zijn, zijn er maar ongeveer 15 soft gamma repeaters bekend. Een voorbeeld is SGR 1806-20.